# Büna
Der Weiler Büna gehört zum Ortsteil Arnsgrün-Bernsgrün-Pöllwitz der Stadt Zeulenroda-Triebes im Landkreis Greiz in Thüringen.

## Lage
Büna liegt nördlich vom Nachbarort Arnsgrün hinter einer bewaldeten Geländeetage des Plateaus um Arnsgrün. Über die Landesstraße 2342 und die Kreisstraße 513 ist der Weiler verkehrsmäßig zu erreichen.

## Geschichte
Der Weiler wurde 1521 erstmals urkundlich genannt. Büna hatte im Jahr 1864 22 Häuser, in denen 109 Menschen wohnten. Im Weiler wohnen 50 Personen. Am 1. Juli 1950 wurde der Weiler nach Arnsgrün eingemeindet. Dieses wurde wiederum 1997 in die Gemeinde Vogtländisches Oberland eingemeindet. Mit Auflösung dieser Gemeinde am 31. Dezember 2012 kam der Ort zum neu gebildeten Ortsteil Arnsgrün-Bernsgrün-Pöllwitz der Stadt Zeulenroda-Triebes.